# Партия труда и солидарности (Кабо-Верде)
Партия труда и солидарности (порт. Partido de Trabalho e Solidariedade, PTS) является социал-демократической политической партией в Кабо-Верде. Она базируется в Сан-Висенти и возглавляется Жилсоном Алвесом.

## История
Партия была основана литератором и бывшим международным деятелем ПАИГК Онесиму Силвейрой в ноябре 1998 года. В ходе подготовки к парламентским выборам в январе 2001 года партия присоединилась к Демократическому альянсу за перемены, коалиции, включающей Демократический и независимый кабо-вердианский союз и Партию демократической конвергенции. Альянс получил 6 % голосов, завоевав два места в Национальной ассамблее. На президентских выборах месяц спустя кандидат от Демократического альянса за перемены Хорхе Карлос Фонсека занял третье место из четырех кандидатов, набрав 3 % голосов.
На местных выборах 2004 года партия получила 11 % голосов в Сан-Висенти, завоевав одно место в муниципальном совете и два места в Муниципальной ассамблее. Не участвовала в парламентских выборах 2006 года, но баллотировалась на выборах 2011 года. Она получила всего 1040 голосов (0,5 %), не сумев получить ни одного места.

## История выборов

### Выборы Национальной ассамблеи
| Выборы | Голоса | %      | Места   | +/- | Позиция | Результат     |
| ------ | ------ | ------ | ------- | --- | ------- | ------------- |
| 2011   | 1,040  | 0.46 % | 0 из 72 | ▬   | ▲ 4     | Вне ассамблеи |
| 2016   | 107    | 0.05 % | 0 из 72 | ▬   | ▼ 6     | Вне ассамблеи |
| 2021   | 2,088  | 0.95 % | 0 из 72 | ▬   | ▲ 4     | Вне ассамблеи |